# Acacia subangulata
Acacia subangulata é uma espécie de leguminosa do gênero Acacia, pertencente à família Fabaceae.